# Ángel Moreno Veneroso
Ángel Moreno Veneroso (Soledad de Doblado, Veracruz; 6 de junio de 1955) fue un lanzador de béisbol profesional y se convirtió en el pitcher zurdo con más triunfos en el béisbol mexicano solo debajo de dos derechos. Jugó 26 temporadas en la liga de verano, y 28 en invierno. 

## Ligas mayores
Jugó dos temporadas en Ligas Mayores en 1981-82 con los Serafines de California. Con 4 ganados y 10 perdidos con 34 ponches y 4.02 de CLA. De ahí fue enviado a ligas menores. También jugó en Venezuela en 1990 y uno de los 13 mexicanos que ha jugado en Taiwán en 1995 y 1998-1999.

## Liga Mexicana de Béisbol
Debutó en 1975 con Rieleros de Aguascalientes donde estuvo hasta el año de 1980, de 1986 a 1994 jugó para los Tigres Capitalinos. En 1995 jugó para Tecolotes de los Dos Laredos, En 1996 jugó la primera parte de la temporada con Laredo y después paso de nueva cuenta a los Tigres, en 1997 inició la temporada con Minatitlán y pasó posteriormente a Leones de Yucatán equipo con el que también jugó en 1998, en el 2000 se vistió de Diablo Rojo del México, en el 2001 jugó para Unión Laguna y desde el año del 2001 y hasta el 2005 lanzó para el Águila de Veracruz.
A los casi 51 años, en 2006 inició la temporada con el Águila de Veracruz, sin embargo, al paso del tiempo y en esa misma temporada los Diablos Rojos del México le dieron de nueva cuenta una oportunidad, en total solo participó en 8 encuentros de la temporada, 5 con los veracruzanos y 3 con los capitalinos. Lanzó solo 18 innings, se fue sin triunfos ya cambio sufrió dos descalabros, le conectó 30 imparables y le hizo en total 21 carreras para cerrar con un porcentaje de 10.5 acumulado. participó en 607 partidos 552 de ellos como inicialista, su porcentaje de carreras limpias admitidas fue de 3.48.

## Liga Mexicana del Pacífico
Debutó en 1976 en la Liga Mexicana del Pacífico con los Mayos de Navojoa. abanicando a 1,304 contrarios. Fue líder de ganados y perdidos en 1978-79 con Navojoa (7-1 .875) y campeón de efectividad con Naranjeros de Hermosillo en 1999-00 (2.39), Con Águilas de Mexicali fue el máximo ganador en dos temporadas (1995-96 y 1999-00) y en otras dos fue líder de blanqueadas, una con Venados de Mazatlán y la otra con Hermosillo. En 2006 jugó con los Yaquis de Cd. Obregón. finalizando con 138 victorias (3ro.) y 114 derrotas, con un promedio de 3.56 en carreras limpias admitidas. Lanzó 56 juegos completos. Logró 17 blanqueadas (11mo.) y 1,304 ponches (4to.). Entre paréntesis el lugar de todos los tiempos.

## Últimos años
Fue entrenador de Unión Laguna, Liga Invernal Veracruzana y Truenos de Tijuana. Promueve una línea de guantes con su nombre.

## Récords y reconocimientos.
Es el pitcher zurdo con más triunfos en el Béisbol Mexicano. Sus 138 victorias le dieron el tercer lugar de todos los tiempos aunado a 16 temporadas con más de 10 victorias. 
- Consiguió 13 campañas con más de 100 ponches
- Ganó el cetro de efectividad en 1998 con Leones de Yucatán (1.96).
- Ingresó al salón de la fama en 2012
- Estableció el récord de más temporadas jugadas con 28
- Naranjeros retiró el No. 30 en honor a Ángel Moreno.
- Tiene el récord de más temporadas siendo líder de fildeo (5) en su especialidad.
- Es parte de la novena ideal 1925-2020 como lanzador abridor según G500.[5]

## Vida personal.
Se casó con Alicia con quien procreó a 5 hijas: Tania, Alicia Ivette, Angélica, Jocelyn Jiusel y Cyndi Ailyn.